# Francisco Villota
Francisco Villota Baquiola (Madrid, 18 de noviembre de 1873-Madrid, 7 de enero de 1950) fue un pelotari aficionado español que figura, junto con su pareja Amézola, en el palmarés de los Juegos Olímpicos como primer medallista de oro que ha tenido España en los Juegos Olímpicos.
La medalla que se le atribuye es fruto de una revisión crítica de los Juegos Olímpicos de París 1900 que realizó el historiador Bill Mallon en 1998 y que publicó bajo el título The 1900 Olympic Games: Results for All Competitors in All Events, With Commentary. 
Para poner orden en el caótico conjunto de pruebas y concursos que se realizaron durante la Exposición Universal de París (1900), Mallon aplicó cuatro condiciones básicas para considerar que las pruebas deportivas celebradas durante 1900 en París fueron realmente olímpicas (que fueran amateurs, internacionales, sin handicaps y abiertas). 
Mallon rescató del conjunto de eventos celebrados aquel año en París un torneo amateur de la modalidad de cesta punta de pelota vasca que había caído en el olvido y que realmente no se había llegado a disputar. En aquel torneo se inscribieron dos parejas;  una española formada por un tal Villota de Madrid y un Amézola de Bilbao y una pareja de vasco-franceses formada por Durquetty y Etchegaray. Los franceses se retiraron antes del partido por algún tipo de discrepancia sobre la organización o las reglas del torneo; y los organizadores declararon vencedores a Villota y Amézola. Al cumplir el torneo de cesta punta las cuatro condiciones aplicados por Malon en su estudio, Villota y Amézola debían ser considerados campeones olímpicos según su criterio.
En 2004, el COI dio por buenas las tesis de Mallon e incorporó a los dos puntistas españoles como medallistas olímpicos.
Sin embargo, poco se conocía,hasta agosto de 2008, de quienes fueron Villota y Amézola, ya que se desconocía de hecho hasta su nombre de pila. En esa fecha, el historiador Fernando Arrechea Rivas (experto en olimpismo,especialista en la participación española en los primeros JJ. OO.) reveló varios datos inéditos: su nombre era Francisco y era un miembro de la alta sociedad madrileña de familia castreña (procedente de Mioño), así como varias fotos*